# Lespesia datanarum
Lespesia datanarum là một loài ruồi trong họ Tachinidae.